# Navicula Artis
Navicula Artis — галерея современного искусства, созданная в Санкт-Петербурге в 1992 году. Действует в составе Арт-центра «Пушкинская, 10».

## История
Галерея «Navicula Artis» была создана в Петербурга в 1992 году выпускниками кафедры истории искусства ЛГУ. Куратором галереи выступил Иван Чечот, в 1994 году его сменил Глеб Ершов. Уже к этому времени галерея пользовалась сложившейся репутацией в международном экспертном сообществе: американский справочник по России рекомендовал её как «лучшую экспериментальную галерею города» (англ. the city's finest experimental gallery).
К 20-летию галереи ретроспективная выставка, посвящённая её работе, прошла в культурном кластере Новая Голландия.

## Наиболее известные выставки
- 2014 — Лиза Морозова. «Ускользающее и ускользаемое» (параллельная программа биеннале «Манифеста 10»)[4]
- 2013 — «Navicula Artis. Найдено в Петербурге». Галерея «Культпроект», Москва[5][6].
- 2012 — Иван Химин. «Черты и резы».
- 2012 — Александр Морозов. «Эффект Золушки».
- 2009 — Илья Орлов. «Обводный канал».
- 2007 — Пётр Белый. «Минута молчания».
- 2003 — Пётр Белый. «Сны Вахтёрши».
- 2000 — Тимур Новиков. «Горизонты».
- 2000 — Игорь Макаревич
- 1998 — Тимур Новиков. «Людвиг 2 и Лебединое озеро».
- 1993 — Тимур Новиков. «Западно-Восточный диван. Убранство Арабской гостиной».

## Цитаты
- «Navicula Artis, „лодочка искусства“, не была ни ковчегом спасения для художников, ни флагманом, ведущим за собой рыночную флотилию. Бросив якорь в Николаевском дворце или на Пушкинской, 10, она все время норовила покинуть тихую гавань: с самого начала 1990-х навикульские выставки принимали обычно совершенно художественную форму прогулки, беседы, концерта или диспута, то есть хэппенинга, события, побега, в поисках чудесного, в поисках смысла»[5] — Анна Толстова, 2013.